# Chetian, Guangdong
Chetian är en köping i sydöstra Kina. Den ligger i Longchuan härad i staden Heyuan i provinsen Guangdong,  omkring 250 kilometer nordost om provinshuvudstaden Guangzhou. Antalet invånare är 43 452. Befolkningen består av 21 729 kvinnor och 21 723 män. Barn under 15 år utgör 25,0 %, vuxna 15-64 år 61 %, och äldre över 65 år 12,0 %.